# IC 2645
IC 2645 ist eine Spiralgalaxie  vom Hubble-Typ Sa im Sternbild Löwe an der Ekliptik. Sie ist schätzungsweise 513 Millionen Lichtjahre von der Milchstraße entfernt.
Das Objekt wurde am 27. März 1906 von Max Wolf entdeckt.